# Gieo gió
Gieo gió là một bộ phim truyền hình được thực hiện bởi M&T Pictures cùng TKL do Trần Hà Sơn làm đạo diễn. Phim phát sóng vào lúc 13h00 từ thứ 2, 3, 4 hàng tuần bắt đầu từ ngày 27 tháng 6 năm 2011 và kết thúc vào ngày 31 tháng 8 năm 2011 trên kênh HTV7.

## Nội dung
Gieo gió xoay quanh câu chuyện tình cảm bất hạnh của một cô bác sĩ trẻ đẹp, tài năng, mạnh mẽ vượt qua nỗi đau và sẵn sàng tha thứ cho những người đã hại mình.

## Diễn viên
- Nhật Kim Anh trong vai Hà Linh[4]
- Hứa Vĩ Văn trong vai Hoàng Quân[5][6]
- Quốc Cường trong vai Khang
- Thành Được trong vai Hùng Phi[7]
- NSƯT Kim Phương trong vai Bà Liêm
- Chung Thục Quyên trong vai Tú Anh
- Giang Thanh trong vai Mỹ Kỳ
- Kiều Trinh trong vai Thủy

Cùng một số diễn viên khác....

## Ca khúc trong phim
- Lỗi lầm

Sáng tác: Yên Lam
Thể hiện: Vy Oanh
- Mơ về hạnh phúc

Sáng tác: Yên Lam
Thể hiện: Tống Hạo Nhiên

## Giải thưởng
| Năm  | Giải thưởng   | Hạng mục                               | (Người) đề cử | Kết quả   | Tham khảo    |
| ---- | ------------- | -------------------------------------- | ------------- | --------- | ------------ |
| 2011 | Giải Mai Vàng | Nữ diễn viên truyền hình               | Nhật Kim Anh  | Đoạt giải | [ 8 ]        |
| 2012 | HTV Awards    | Nữ diễn viên chính được yêu thích nhất | Nhật Kim Anh  | Đoạt giải | [ 9 ] [ 10 ] |